# Protogalàxia

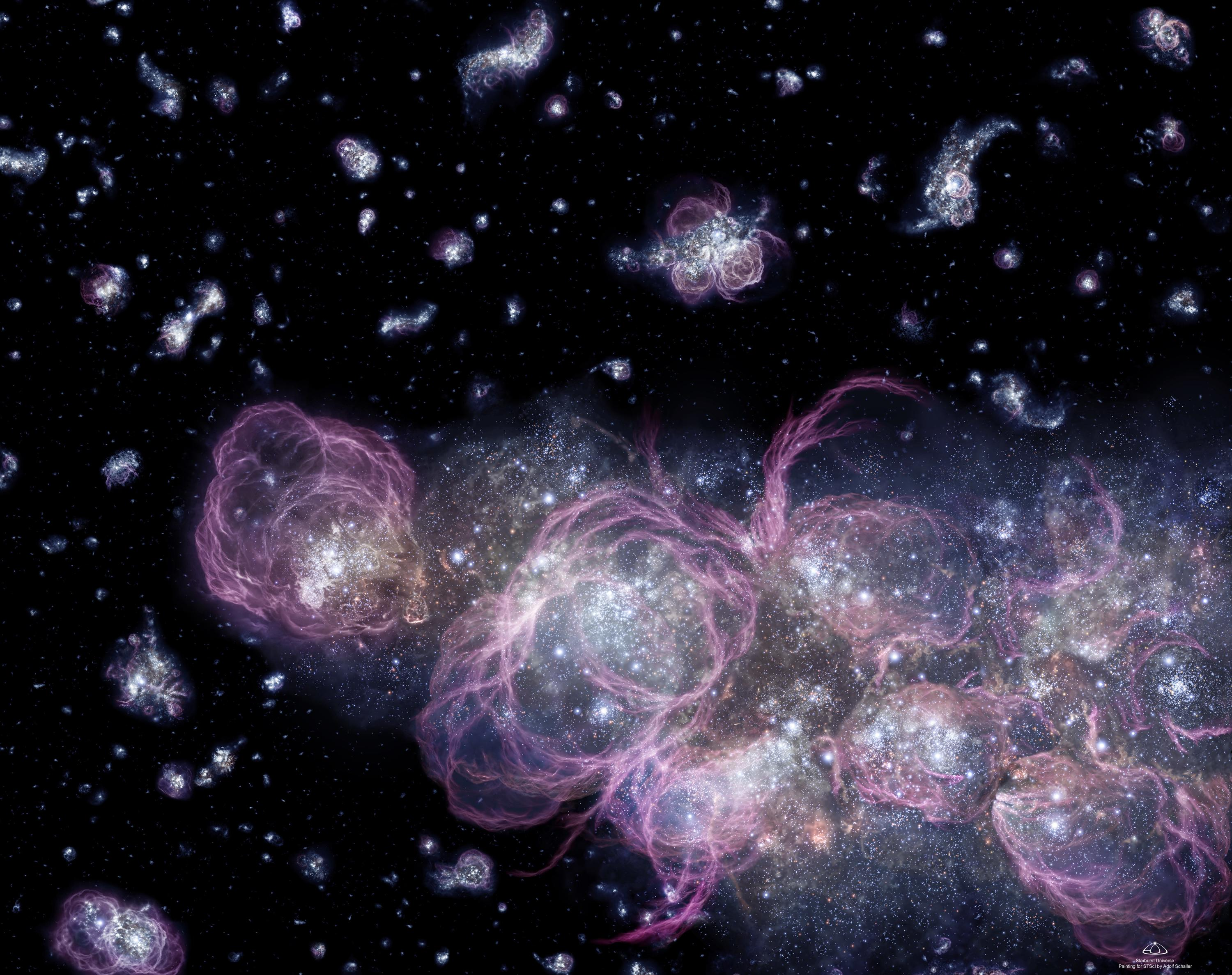
La col·lisió de protogalàxies a l'univers jove (mil milions d'anys després del big-bang). Il·lustració de la NASA.

En cosmologia física, una protogalàxia o galàxia primitiva és un núvol de gas que està formant una galàxia. Es creu que el ritme de formació estel·lar regnant durant aquest període d'evolució galàctica determina si una galàxia esdevé espiral o el·líptica. Un ritme lent tendeix a produir una galàxia espiral. Els grups de gas més petits d'una protogalàxia formen estrelles.
Està acceptat generalment que el terme "protogalàxia" significa "Progenitor de galàxies actuals (normals) galaxies, en etapes primerenques de formació." No obstant, "etapes primerenques de formació" no és una frase definida clarament. Es podria definir de diverses formes: "El primer gran esclat de formació estel·lar en un progrenitor d'una galàxia el·líptica que existeix en l'actualitat"; "L'època màxima que fusiona els halos foscos dels fragments que s'uneixen per produir una galàxia mitjana actual"; "Un cos gasós estàtic que existeix abans de tenir lloc qualsevol formació estel·lar."; o " una regió extremadament densa de matèria fosca a l'univers molt primerenc, destinada a unir-se gravitacionalment i col·lapsar-se."